# Zhuliana Jorganxhi
Zhuliana Jorganxhi (ur. 1946 w Korczy) – albańska poetka i dziennikarka, także autorka licznych tekstów piosenek.

## Życiorys
Ukończyła szkołę podstawową oraz średnią w rodzinnej Korczy, następnie studiowała na Państwowym Uniwersytecie Tirany. Po ukończeniu uczelni przez 6 lat pracowała jako dziennikarka dla czasopisma Shqiptarja e Re, a w 1975 została redaktorką w Radio Televizioni Shqiptar.
Po upadku komunizmu przeniosła się do Triestu, gdzie współpracowała z lokalnymi artystami oraz uczestniczyła w lokalnym Festiwalu Piosenki.

## Wybrane poezje[1]
- Net provimesh (1969)
- Rrithe (1971)
- Femijet e teto Nastes (1975)
- Lule ne pemen e lirise (1982)

## Wybrane nagrody[1]
- Disku i Arte i Festivalit (1996)
- Cmimi i Karrieres (2001)

## Życie prywatne
Jest jednym z czterech dzieci piosenkarza Gaqo Jorganxhiego.